# Дисморфофобија
Дисморфофобија је ексцесивна преокупација страхом да ће сопствена појава бити ружна или дефектна. Телесни дисморфични поремећај (БДД), који се још увек назива и дисморфофобија, је ментални поремећај који карактерише опсесивна идеја да је неки аспект сопственог дела или изгледа тешко оштећен и зато захтева изузетне мере да се то сакрије или поправи. У заблудној варијанти БДД-а замишљен је недостатак. Ако је мана стварна, њен значај је озбиљно преувеличан. Било како било, мисли о њему су прожимајуће и наметљиве и могу заузети неколико сати дневно, узрокујући озбиљне невоље и ометајући иначе уобичајене активности. ДСМ-5 категоризира БДД у опсесивно-компулсивни спектар и разликује га од анорексије нервозе. Процењује се да БДД утиче од 0,7% до 2,4% становништва. Обично почиње током адолесценције и погађа мушкарце и жене. Дисморфија мишића подтипа БДД, која тело доживљава као премало, погађа углавном мушкарце. Поред размишљања о томе, неко се понавља и успоређује и упоређује уочене мане и може усвојити необичне рутине како би избегао социјални контакт који га излаже. Бојећи се стигме испразности, обично се сакрива преокупација. Обично неочекиван чак и код психијатара, БДД је под дијагнозом. Оштећујући квалитету живота образовном и професионалном дисфункцијом и социјалном изолацијом, БДД има високе стопе суицидних мисли и покушаја самоубистава.